# Xanthotype caelaria
Xanthotype caelaria là một loài bướm đêm trong họ Geometridae.